# Hoola Bandoola Band 1971–1976
Hoola Bandoola Band 1971–1976 är ett samlingsalbum av det svenska proggbandet Hoola Bandoola Band, utgivet 1980 Det sammanfattar deras musikkarriär som varade mellan 1971 och 1976. Skivan producerades av musikbolaget MNW Waxholm. En utökad CD-version gavs ut 1987.

## Låtlista
Alla låtar är skrivna av Mikael Wiehe om inget annat anges.

### LP-version
1. "Hemmet" - 3:52
2. "Vem kan man lita på?" - 4:17
3. "Måndåren" - 4:45
4. "Keops pyramid" - 6:40
5. "Dansmelodi" (Thomas Wiehe) - 3:30
  - Spelades in live i Pildammsparken, Malmö 1976.
6. "Jakten på Dalai Lama" - 5:20
7. "Victor Jara" - 4:20
8. "Herkules" - 4:27
9. "LTO-Tango" (Björn Afzelius) - 2:50
10. "Stoppa matchen!" - 3:06

### CD-version
1. "Hemmet" - 3:32
2. "Vem kan man lita på?" - 4:18
3. "Måndåren" - 4:45
4. "Keops pyramid" - 6:40
5. "Filosofen från Cuenca" - 4:21
6. "Vävare Lasse" - 4:27
7. "1789 + 0" - 4:40
8. "Dansmelodi" (Thomas Wiehe) - 3:30
9. "Juanita" (Björn Afzelius) - 4:52
10. "Jakten på Dalai Lama" - 5.20
11. "Victor Jara" - 4:20
12. "Herkules" - 4:27
13. "Danslåt för yttrandefriheten" - 4:30
14. "Huddinge, Huddinge" (Kent Putkinen/Mikael Wiehe) - 4:18
15. "LTO-tango" (Björn Afzelius) - 2:50
16. "Stoppa matchen!" - 3:06

## Musiker
- Mikael Wiehe - sång, gitarr, flöjt, saxofon
- Björn Afzelius - sång, gitarr, slagverk
- Arne Franck - bas, gitarr
- Per-Ove Kellgren - trummor
- Peter Clemmedson - gitarr, munspel
- Povel Randén - piano, sång, dragspel, gitarr
- Håkan Skytte - slagverk